# Гульбранссен, Трюгве
Трюгве Эмануил Гульбранссен (15 июня 1894, Христиания (ныне Осло) — 10 октября 1962, Эйдсберг) — норвежский писатель, предприниматель и журналист.
Родился в бедной крестьянской семье, жившей в окрестностях Христиании. С детства был вынужден работать посыльным и затем подмастерьем у различных ремесленников, но при этом хорошо учился в школе. С детства имел склонность к рисованию, в 1909 году поступил в Королевскую академию изящных искусств и ремёсел, где обучался на вечернем отделении до 1916 года и куда его приняли без окончания среднего образования. С 1908 года, то есть с 14-летнего возраста, работал клерком на табачной фабрике, к 1918 году дошёл до управляющего, а в 1920 году накопил достаточно денег, чтобы открыть собственный табачный бизнес.
Более всего Гульбранссен известен как автор так называемой «Бьёрндальской трилогии» (1933—1935). Романы, составившие её, были хорошо приняты как критиками, отмечавшими резко контрастирующий с современным писателю модернизмом романтический стиль повествования и общую христианско-гуманистическую концепцию произведения, так и читателями. Они были переведены на более чем 30 языков и проданы тиражом более 12 миллионов экземпляров. В определённый момент времени до начала Второй мировой войны его трилогия находилась на четвёртом месте по мировой статистике среди наиболее продаваемых книг, а после переводов его произведений на английский язык и изданий в США и Великобритании он стал единственным скандинавским писателем, чьи книги попали в «список книг, отобранных для Белого дома» — собрания книг, выбранных американскими издательствами и типографиями и переданными в Белый дом, чтобы предоставить президенту страны библиотеку с лучшими, по их мнению, произведениями современной литературы.
Гульбранссен был также известен как спортивный журналист, писавший в основном для журнала Idrætsliv, будучи его совладельцем. Большая часть самых известных и характерных статей, написанных им в качестве корреспондента изданий Idrætsliv и Aftenposten, была посвящена Летним Олимпийским играм в период с 1920 по 1936 год. Сам он из спорта более всего увлекался лёгкой атлетикой и на протяжении многих лет в качестве спортивного администратора содействовал её развитию в стране. Кроме того, он считается одним из родоначальников норвежского спортивного ориентирования (наряду с Нильсом Далем).
Непосредственным источником средств к существованию для Гульбранссена была оптовая торговля табаком; вместе со своими компаньонами он импортировал табак, сигары, сигареты, трубки и тому подобные курительные принадлежности. Оптоторговая фирма, находившаяся под его руководством, была крупнейшей в своем роде в Норвегии. Гульбранссен имел репутацию уважаемого бизнесмена и внутри страны, и за её пределами, и благодаря частым деловым поездкам по всей Европе приобрёл множество друзей, сохранив с некоторыми отношения на всю жизнь. Помимо трёх романов трилогии, им были написаны несколько повестей и статьи на спортивную тематику.
В 1940 году Гульбранссен вместе с семьёй продал своё дело и переехал на ферму Хубёль в Эйдсберге. Во время оккупации Норвегии нацистской Германией в ходе Второй мировой войны часто выступал с критикой оккупационных властей, подвергался преследованиям и угрозам, но арестован не был. После 1945 года вёл размеренную сельскую жизнь, но, несмотря на то, что лично не занимался ежедневным физическим трудом, был постоянно занят различными заботами и планированием сельскохозяйственной деятельности. Будучи новым жителем этих мест, он не уединялся на ферме и поддерживал хорошие отношения с соседями и другими людьми. В 1955 году был вовлечён в открытие Ротари-клуба, став одним из его членов и принимая в его работе активное участие вплоть до своей смерти в 1962 году.